# Convención Nacional de COPEI de 1998
La IV Convención Nacional Extraordinaria de COPEI realizada el 14 de mayo de 1998 fue la primera en su historia donde el partido opta por apoyar una candidatura independiente, siendo elegida Irene Sáez.

## Antecedentes
En vista de que faltaba año y medio para la realización de los comicios presidenciales el partido socialcristiano todavía no tenía un panorama claro y mucho menos un candidato. El Comité Nacional de COPEI se reunió en la Colonia Tovar entre el 16 y 17 de mayo de 1997 para la definición del método de elección del próximo candidato presidencial, siendo Pedro Pablo Aguilar el encargado de la reforma estatutaria.
Entre los nombres más sonados se encontraban Eduardo Fernández, Oswaldo Álvarez Paz, Humberto Calderón Berti, Gustavo Tarre y Agustín Berríos, además se planteó la posibilidad de incluir opciones "externas" siendo figuras como Irene Sáez, ex Miss Universo y alcaldesa de Chacao; la del presidente de PDVSA, Luis Eduardo Giusti, así como la del gobernador del Zulia, Francisco Arias Cárdenas.

## Reforma estatutaria
Durante el proceso de elección del candidato se introdujeron tres nuevas modalidades: 
- La posibilidad de postularse como candidato independiente.
- La contemplación de una eventual alianza electoral.
- La elección por consenso, dejando de está manera sin efecto la elección abierta y por las bases.

El presidente de la Comisión Nacional Electoral, Luis Enrique Oberto informó que asistirían 2 673 delegados de los cuales 1 670 eran principales, el candidato ganador debería alcanzar un mínimo de 60 % de los votos, de no serlo se llevaría a cabo una segunda vuelta.

### Resultados
En primera vuelta Irene sáez obtuvo 976 votos siendo el 62.77 % del total de votos, mientras Eduardo Fernández logró el 35.26 % equivalente a 540 votos de los 1 532 delegados presentes.
|  | 62.77 % |

|  | 35.26 % |

|  | 1.97 % |

## Consecuencias
En una encuesta en diciembre de 1997, Irene Sáez recibía el 70 % de las preferencias como candidata independiente. Sin embargo, su apoyo cayó en picada hasta un 15 % a medida que el público se mostraba cada vez más escéptico con respecto a su preparación para ejercer la presidencia, y perdió una gran cantidad de su antigua credibilidad cuando aceptó el respaldo de COPEI.
En el transcurso de 1998, se hizo cada vez más claro que la campaña era una carrera entre Henrique Salas Römer y Hugo Chávez. Salas Römer, el gobernador de Carabobo y líder del nuevo partido Proyecto Venezuela, apareció como un candidato creíble luego de que Sáez perdiera terreno, y alcanzó el 21 % en las encuestas en agosto de 1998. Mientras tanto, sin embargo, el apoyo a Chávez creció exponencialmente de un 5 % en septiembre de 1997 hasta más del 10 % a fines de febrero de 1998. En mayo, ya superaba el 30 %, y en agosto, las encuestas lo colocaron por primera vez al frente con un 39 % contra el 38 % de Salas Römer, aunque todavía cayendo su diferencia en el margen de error.
Mientras tanto COPEI rápidamente persuadió a Sáez para que cortara lazos con el partido, Luis Alfaro Ucero, candidato de AD, rechazó ceder la candidatura a Salas Römer, provocando una crisis electoral ya que el Consejo Nacional Electoral tuvo que decidir si la boleta electoral de Acción Democrática pertenecía al partido o al candidato. Salas Römer aceptó "tolerar" el respaldo de los partidos regionales y locales de COPEI y Acción Democrática, y buscó mantener una distancia con el liderazgo nacional de los partidos tradicionales.